# 1953-as magyar női röplabdabajnokság
Az 1953-as magyar női röplabdabajnokság a nyolcadik magyar női röplabdabajnokság volt. A csapatok területi (budapesti és megyei) bajnokságokban játszottak, a győztesek (Budapestről és egyes megyékből több helyezett is) az országos középdöntőben, majd az országos döntőben küzdöttek tovább a végső helyezésekért. Budapesten tizenkét csapat indult el, a csapatok két kört játszottak. Az országos fordulókban már csak egy kör volt.
A Vasas Ganzvillamossági új neve Vasas Turbó lett.

## Országos döntő
| #  | Csapat             | M | Gy | V | Sz+ | Sz- | P |
| -- | ------------------ | - | -- | - | --- | --- | - |
| 1. | Vasas Turbó        | 5 | 4  | 1 | 14  | 5   | 8 |
| 2. | Bp. Haladás        | 5 | 4  | 1 | 13  | 7   | 8 |
| 3. | VM Háztartási Bolt | 5 | 4  | 1 | 12  | 7   | 8 |
| 4. | Bp. Dózsa          | 5 | 2  | 3 | 8   | 12  | 4 |
| 5. | Kinizsi Sörgyár    | 5 | 1  | 4 | 8   | 13  | 2 |
| 6. | Miskolci Lokomotív | 5 | 0  | 5 | 4   | 15  | 0 |

* M: Mérkőzés Gy: Győzelem V: Vereség Sz+: Nyert szett Sz-: Vesztett szett P: Pont

## Országos középdöntő
- Budapest: 1. Miskolci Lokomotív 6, 2. Szegedi Postás 4, 3. Szombathelyi Lokomotív 2, 4. Somoskőújfalui Lokomotív 0 pont
- Debrecen: 1. Kinizsi Sörgyár 6, 2. Debreceni Lokomotív 4, 3. Gödöllői MTSK 2, 4. Jászapáti Lokomotív 0 pont
- Pécs: 1. Bp. Haladás 4, 2. Pécsi Lokomotív 2, 3. Székesfehérvári Vörös Meteor 0 pont
- Kecskemét: 1. Bp. Dózsa 6, 2. Békéscsabai Lokomotív 4, 3. Tatabányai Bányász 2, 4. Kiskunhalasi Lokomotív 0 pont
- Miskolc: 1. Vasas Turbó 6, 2. Nyíregyházi Építők 4, 3. Egri Haladás 2, 4. Ajkai Szikra 0 pont
- Győr: 1. VM Háztartási Bolt 6, 2. Soproni Lokomotív 4, 3. Nagykanizsai Lokomotív 2, 4. Kaposvári Kinizsi 0 pont

## Budapesti csoport
| #   | Csapat                        | M  | Gy | V  | Sz+ | Sz- | P  |
| --- | ----------------------------- | -- | -- | -- | --- | --- | -- |
| 1.  | Bp. Haladás                   | 22 | 22 | 0  | 66  | 14  | 44 |
| 2.  | Bp. Dózsa                     | 22 | 17 | 5  | 54  | 30  | 34 |
| 3.  | Vasas Turbó                   | 22 | 17 | 5  | 56  | 19  | 34 |
| 4.  | VM Háztartási Bolt            | 22 | 15 | 7  | 51  | 27  | 30 |
| 5.  | Kinizsi Sörgyár               | 22 | 15 | 7  | 51  | 32  | 30 |
| 6.  | Bp. Petőfi VTSK               | 22 | 14 | 8  | 50  | 30  | 28 |
| 7.  | Bp. Postás                    | 22 | 10 | 12 | 39  | 40  | 20 |
| 8.  | Csepeli Vasas                 | 22 | 7  | 15 | 29  | 50  | 14 |
| 9.  | Bp. Vörös Lobogó              | 22 | 7  | 15 | 27  | 52  | 14 |
| 10. | Vasas Ganzvagon               | 22 | 5  | 17 | 21  | 57  | 10 |
| 11. | Testnevelési Főiskola Haladás | 22 | 3  | 19 | 22  | 61  | 6  |
| 12. | Lendület Klinikák             | 22 | 0  | 22 | 12  | 66  | 0  |

* M: Mérkőzés Gy: Győzelem V: Vereség Sz+: Nyert szett Sz-: Vesztett szett P: Pont